# Otevřená věda
Otevřená věda je hnutí za tzv. otevřený přístup (Open Access) k vědeckému poznání. To znamená, aby byly vědecké poznatky v elektronické podobě dostupné široké veřejnosti.
Otevřená věda je zastřešujícím pojmem pro mnoho přístupů a cílů. Mezi hlavní ambice patří dosáhnout kvalitnějšího výzkumu pomocí užší spolupráce a komunikace mezi vědci a vzájemného sdílení a hodnocení dat a výsledků výzkumu, tj. že vědci mohou čerpat z poznatků z již provedených výzkumů, čímž je celý proces snadnější a rychlejší. Dalším cílem je zpřístupnit vědecké poznatky a data i laickému publiku a zapojit veřejnost do procesu výzkumu.
Otevřená věda je spojením otevřeného a transparentního přístupu ve vědě a nových technologií a inovací, které přinášejí nové možnosti, jak otevřeného přístupu dosáhnout.
Definování pojmu otevřená věda se v minulosti hodně věnoval, a stále věnuje, ekonom Paul David. Otevřenou vědu definoval jako jeden z veřejných statků v ekonomii, což znamená, že výsledky výzkumu, který byl financován z veřejných peněz, by měly být přístupné všem bez poplatků. Zároveň argumentuje tím, že vědecký výzkum je z dlouhodobého měřítka proces, který na sebe neustále nabaluje nové poznatky. A efektivnost výzkumu je dána rychlostí objevování nových poznatků. Koncept otevřené vědy podle Paula Davida umožňuje, aby byly jednotlivé dílčí části poznání rychle dostupné ostatním vědcům a aby se zabránilo opakování již provedených výzkumů.

## Informační a komunikační technologie v kontextu otevřené vědy
Informační a komunikační technologie (ICTs) hrají důležitou roli v přístupu otevřené vědy.
Internet na jedné straně představuje platformu pro organizaci velkého množství dat a publikací. Na druhé straně umožňuje publikování a zpřístupnění těchto dat nejen dalším vědcům a výzkumníkům, ale i potenciálním uživatelům z řad veřejnosti.
Web 2.0 usnadňuje komunikaci mezi vědci a poskytuje možnost kolaborace výzkumníků na interdisciplinárních tématech.

## Historie vývoje otevřené vědy a otevřeného přístupu
Princip otevřenosti se ve vědeckém výzkumu objevil již na přelomu 16. a 17. století v souvislosti s myšlenkovým proudem osvícenství. V této době začaly vznikat první vědecké a odborné časopisy a první vědecké společnosti. Paul David tento obrat považuje za vědeckou revoluci, kdy vznik nových norem, metod a institucí umožnil rychlejší šíření výsledků vědeckého poznání a s tím i rychlejší zavádění nových vynálezů a inovací.
Ve 20. století byl princip otevřenosti pro vědecké a akademické prostředí typický. Zejména v 60. a 70. letech, kdy byly veškeré poznatky, software, a vědecké laboratoře volně dostupné a znovu použitelné.
Princip publikování vědeckých poznatků v odborných časopisech byl dlouhou dobu uznávanou metodou. Od druhé poloviny 20. století se ale začaly objevovat problémy, které se prohlubovaly i ve 21. století. Kritici odborných časopisů a zastánci otevřené vědy kritizovali a kritizují zejména příliš vysoké ceny odborných periodik, které neodpovídají míře inflace. Ceny jsou podle nich tak vysoké, že si odborné časopisy mohou dovolit jen nejbohatší, což znemožňuje přístup k důležitým informacím a rozevírá to sociální nůžky mezi bohatými a chudými. Kromě ceny kritizují i anonymitu a délku celého recenzního procesu.
Za oficiální zrod hnutí za otevřenou vědu lze považovat rok 2001 a konferenci pořádanou nadací Open Society Institute v Budapešti. Tato společnost v roce 2002 vydala provolání nazvané Budapešťská iniciativa otevřeného přístupu, čímž orámovala předchozí iniciativy a snahy jednotlivců.

## Přístupy k otevřené vědě

### Veřejná škola
Veřejná škola v rámci otevřené vědy zdůrazňuje co největší propojení vědeckého poznání a neodborné veřejnosti. Na jedné straně to je popularizace vědy, tj. zpřístupnění vědy co nejširšímu publiku tím, že závěry vědeckého výzkumu budou jasné, srozumitelné a zábavné. Na straně druhé to je zapojení laické veřejnosti do samotného procesu výzkumu, např. využití tzv. crowdfundingu – jednotliví lidé přispívají na vědecký projekt, který se jim líbí, a pokud se vybere dost peněz a projekt se uskuteční, získají přispěvatelé určitý benefit, jako je přednostní přístup ke studii.

### Demokratická škola
Demokratický přístup se zaměřuje na fyzickou dostupnost produktu vědeckého výzkumu. Zastánci této školy zdůrazňují zejména otevřená data a otevřený přístup ke studiím, výsledkům výzkumu, prezentacím a jinému vědeckému materiálu. Demokratická škola vidí vědecká data jako veřejný statek, na který má každý občan právo, zejména jedná-li se veřejně financovaný výzkum. Součástí demokratické školy je i návrh na online repozitáře – internetové databáze vědeckých studií a článků, které jsou podle jejich zastánců lepšími alternativami k odborným vědeckým časopisům.

### Strukturální škola
Tato škola přistupuje k otevřené vědě jako technologické výzvě a zastává názor, že účinný výzkum závisí na dostupných nástrojích a aplikacích. Zabývá se technickou infrastrukturou, která umožňuje vznik výzkumných postupů na internetu, z velké části právě softwarové nástroje a aplikace, ale také počítačové sítě. Soustředí se na technologické nároky, které nejen svou dostupností usnadňují určité výzkumné metody, ale dokonce vytváří postupy nové. Zastánci strukturalismu zdůrazňují vědu založenou na výpočtech a analýze dat, připouští ale také důležitost spolupráce jednotlivých odborníků.

### Analyticko-evaluační škola
Tato škola se zaměřuje na metody kalkulace, kterými se dá určit impakt faktor. Impakt faktor je ukazatel frekvence, s kterou je vědecká publikace citována za určité období, což má vliv na vědcovu reputaci, a tím i na možné financování jeho studií a kariérní růst. Zároveň se věnuje tzv. peer review, tedy šíření vědecké práce mezi odborníky ze stejného oboru. Tento proces je považován za nezbytný pro zajištění akademické vědecké kvality.

### Pragmatická škola
Pragmatická škola vidí v otevřenosti vědy způsob, jakým mohou vědci společně více kolaborovat, čímž budou lépe přicházet na stále komplexnější problémy moderní doby a jejich řešení. Zdůrazňuje především užší spolupráci vědců, např. spoluautorství na vědeckých projektech a moderní komunikační technologie (online nástroje), které pomohou spolupráci zajistit.

## Pilíře otevřené vědy
V různých definicích otevřené vědy se setkáme s různými názory, kolik hlavních pilířů otevřené vědy existuje. Jako základ se počítají čtyři hlavní principy – otevřená data, otevřený přístup, otevřené zdroje a recenzování. Někteří autoři ale rozlišují ještě další dva pilíře – otevřené vzdělávání a otevřenou metodologii.

### Otevřená data
Otevřená data (Open Data) je jeden ze dvou hlavních proudů (spolu s Open Access), které využívá výše zmiňovaná demokratická škola. Otevřená data jsou data, ke kterým má přístup kdokoli a může je využít a dále šířit. Pomáhají přinést kontext vědeckých výzkumů pro jejich lepší pochopení, zvyšují důvěru veřejnosti a připravují půdu pro budoucí výzkumy. Dávají možnost zpřístupnit výzkum širšímu publiku, čímž zároveň autor dosahuje většího uznání.
Existuje několik druhů otevřených dat, např.:
- kultura – data o kulturních pracích a artefaktech, které jsou shromažďovány galeriemi, archivy apod.,

- věda – data vycházející z vědeckých výzkumů,
- finance – data jako jsou vládní účty a informace o finančních trzích,
- životní prostředí – informace související s životním prostředím, jako je přítomnost znečišťujících látek, kvalita vod a ovzduší.[12]

Otevřená data by měla být dostupná, dohledatelná, šiřitelná a archivována.

### Otevřený přístup
Otevřený přístup je koncept elektronicky dostupných, veřejně financovaných akademických výzkumů, k nimž není zpoplatněn přístup a jsou volné k šíření bez potřeby autorova schválení. Otevřený přístup by měl být okamžitý, tedy měl by být zajištěn už ve chvíli publikace dané práce, ne-li dříve (preprintový repositář). Zároveň by měl přístup být trvalý, výsledky by tedy měly být archivovány. Rozlišujeme dva základní modely – zelenou a zlatou cestu.

#### Zelená cesta
Zelená cesta zachovává tradiční způsob publikování v odborných časopisech, ale spolu s tím autor publikaci zpřístupní i v otevřeném digitálním archivu. Tato archivace je podmíněna licenční smlouvou. Existují tři základní typy těchto archivů:
- institucionální – archiv organizace, do kterého je možné ukládat práce pouze jako člen této organizace,
- oborový – repositář určitého oboru, do nějž mohou přispívat členové dané komunity,
- multioborový – úložiště bez omezení přístupu.[13]

Zelená cesta se opírá o ty autory, kteří sami chtějí zpřístupnit své publikace. Zelená cesta se snaží, aby autoři publikovali svá nejkvalitnější díla, tedy ta, co jsou už recenzovaná. Problémem ale je, že při předávání k recenzi se autor vzdává části svých autorských práv (obvykle ve prospěch vydavatele vědeckých nebo odborných časopisů). Kdyby pak zveřejnil recenzovaný text metodou otevřeného přístupu, mohl by porušit cizí práva.

#### Zlatá cesta
Zlatá cesta naopak znamená publikování v recenzovaných otevřených vědeckých časopisech. Tato cesta naopak vychází z toho, že již recenzovaný text zpřístupní v elektronické podobě vydavatel. Rozlišujeme několik typů otevřených časopisů:
- časopisy vybírající autorské poplatky – jednotliví autoři zaplatí za své články autorské poplatky a celý časopis je pak dostupný otevřeně veřejnosti a ostatním autorům,
- čistě otevřené časopisy – časopisy volně dostupné pro autory i čtenáře. Náklady hradí vydavatel sám,
- časopisy s pozdrženým přístupem – plné texty článků se zpřístupní po uplynutí určité časové lhůty, do té doby jsou dostupné pouze pro předplatitele,
- hybridní časopisy – v časopisu funguje předplatné, ale některé články, za které autor uhradil autorský poplatek, jsou dostupné otevřeně.[7]

### Otevřená metodologie
Otevřená metodologie se zaměřuje na vztah mezi vědeckým poznáním a ostatními vědci. Umožňuje vědcům volný přístup k vědeckým publikacím, zároveň je ale opravňuje k tomu, tyto vědecké materiály použít v rámci vlastního výzkumu, tj. např. opakování experimentu, aplikování dat do dalšího zkoumání apod. Zastánci otevřené vědy argumentují, že vědci publikují proto, aby byla jejich práce poučná pro další vědce, aby ji mohly replikovat, a aby bylo vidět, jaké postupy byly na daný experiment nebo studii aplikovány.

### Otevřené zdroje
Otevřené zdroje je termín související s tzv. Open Source Software (OSS), který je vyvinut spoluprací několika vývojářů. Podporuje otevřenou spolupráci, a opírá se o koncept peer review. Hlavní myšlenkou otevřených zdrojů je přístup příjemců technologie ke všem jejím stavebním základům, jako jsou softwarové (zdrojové) kódy za účelem je studovat, upravovat a distribuovat, tudíž činí odhalování nedostatků a jejich odstranění mnohem snazší.

### Otevřené vzdělávání
Otevřené vzdělávání nabízí rozvoj bezplatných online kurzů a podkladů využívaných pro výuku a studium a představuje volnou dostupnost těchto vzdělávacích zdrojů. Zastánci otevřené vědy zdůrazňují, že se nejedná o to, že by vzdělávání mělo být kompletně zdarma, ale zdroje, jako jsou metodické podklady a pomůcky, online kurzy pro samouky, testy nebo techniky využívané na podporu znalostí, ano. Příznivci argumentují tím, že když budou tyto zdroje volně dostupné, bude také existovat možnost, aby byly volně upravovatelné a zlepšované dalšími odborníky.

### Otevřený recenzní proces
Otevřený recenzní proces (Open Peer Review) je zastřešující pojem pro skupinu způsobů, které modely recenzního procesu upravují v souladu s cíli otevřené vědy, aby byl proces přístupný a zodpovědný. Tradiční recenzní proces je anonymní, neveřejný a výběrový, zatímco základní pilíře otevřeného recenzního procesu jsou otevřená identita, veřejné publikace a otevřená spolupráce. Tyto aspekty umožňují tvorbu konstruktivních recenzí a zároveň přispívají k většímu začlenění v rámci otevřené spolupráce. Otevřeného recenzního procesu využívají například vydavatelství Springer nebo lékařský deník The BMJ.

## Otevřená věda v České republice

### Otevřená věda AV ČR
Otevřená věda je příkladem snahy zapojit širokou veřejnost do procesu výzkumu, jelikož poskytuje vzdělávací kurzy nejen pro studenty, ale i pro pedagogy. Jejím hlavním nástrojem je projekt NEZkreslená věda – cyklus animovaných videí zaměřených na vědu, kterým zábavnou formou přibližují zajímavá témata studentům i učitelům, ale i široké veřejnosti. Mimo jejich hlavní projekt organizují Veletrh vědy, výstavy nebo vědecké stáže pro studenty.

### Centrum pro podporu open science UK
Centrum pro podporu open science vzniklo pod záštitou Ústřední knihovny Univerzity Karlovy, tedy poskytuje podporu v oblasti otevřeného přístupu a správy
výzkumných dat na UK. Věnuje se úkolům souvisejícím s projektem Rozvoj kapacit pro výzkum a vývoj UK II, jenž se zabývá zlepšením podmínek pro výuku spojenou s výzkumem a rozvojem lidských zdrojů v oblasti výzkumu. Především organizuje vzdělávací aktivity, které propagují otevřenou vědu.